# Menhir la Pierre Bonde

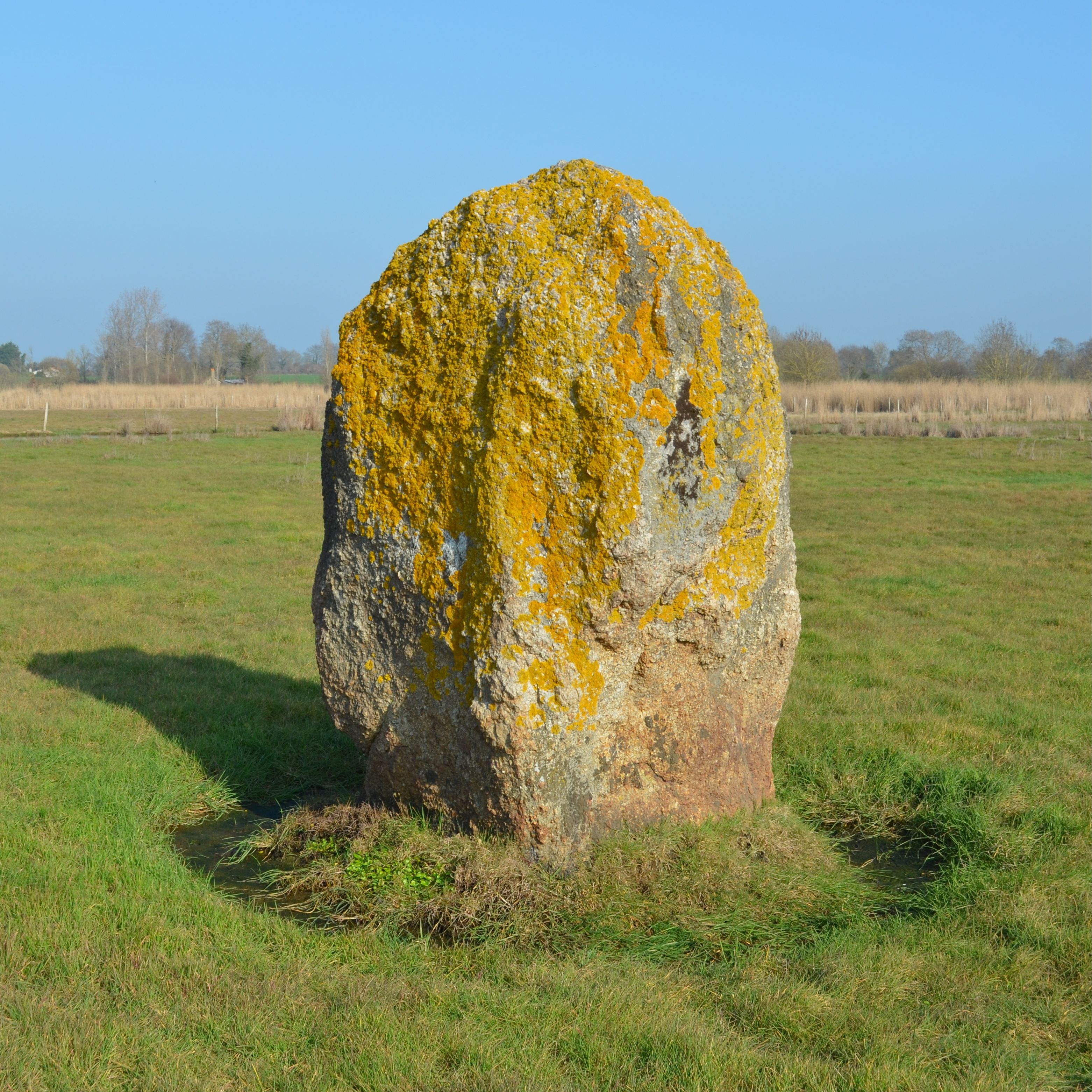
Menhir la Pierre Bonde

Der Menhir la Pierre Bonde steht südlich von Corsept im Département Loire-Atlantique in Frankreich.
Der etwa 2,7 Meter hohe, an der Basis 1,8 m breite und 1,4 m dicke Menhir steht in einem sumpfigen Gebiet südlich der Loiremündung und ist größtenteils mit gelben Flechten bedeckt. Ein Block mit den Abmessungen von 1,5 × 1,2 m aus demselben Material liegt etwa 5,0 m westlich.
Der Menhir steht etwa 350 m südlich des Dolmens von La Haute Gédelière. In der Nähe liegen oder stehen fünf weitere Menhire darunter, der etwa 4,0 m hohe Menhir des Cassis.

## Legende
Der Legende nach ließ der Riese Gargantua beim Bau des Cromlech de la Rochelais einen großen Stein in den Bach fallen, der den Bach staute. Das Stauwasser bildete den Sumpf von Maraichandeau zwischen Corsept und Saint-Père-en-Retz.
In der Nähe steht der Menhir von Plessis-Gamat.